# بينريث وذا بوردر (دائرة انتخابية في المملكة المتحدة)
بينريث وذا بوردر (بالإنجليزية: Penrith and The Border)‏ هي إحدى الدوائر الانتخابية في المملكة المتحدة الممثلة في مجلس العموم في برلمان المملكة المتحدة.
عضو البرلمان الذي يمثلها حالياً هو :Rt Hon David Maclean (Con).